# Saint-Marcel-lès-Annonay
Saint-Marcel-lès-Annonay é uma comuna francesa na região administrativa de Auvérnia-Ródano-Alpes, no departamento de Ardèche. Estende-se por uma área de 16,61 km². Em 2010 a comuna tinha 1 438 habitantes (densidade: 86,6 hab./km²).